# Тайвань (провінція Китайської Народної Республіки)
Тайвань (кит. спр. 台湾, піньїнь: Táiwān) — формальна адміністративна одиниця КНР, територія якої фактично контролюється частково визнаною Китайською Республікою і ніколи не контролювалася КНР. Відображає багаторічний політичний конфлікт, що впирається в проблему визнання Китайської Республіки як держави і його статусу.
Представники формальної провінції входять також у Всекитайські збори народних представників, в їх число входять як правило громадяни, що живуть в КНР (а тепер і народилися в КНР), але належать історично до корінного населення острова Тайвань.

## Територія
КНР визнає адміністративний поділ тайванської провінції таким, яким він був в 1949 році. Адміністративні зміни внутрішньої структури, вжиті урядом Тайваню, не вважаються КНР легітимними. Зокрема, столицею провінції вважається Тайбей, а не Чжунсин, підвищення адміністративного статусу муніципалітетів Тайбей, Гаосюн, Тайчжун, Тайнань, Нью-Тайбей до міст субпровінціального значення не визнається. Також відмінність полягає в політичному статусі деяких островів в околиці острова Тайвань:
1. острови Пенху формально мають статус повіту в провінції, проте в ряді офіційних документів Китайської Республіки ці острови згадуються з особливим статусом;
2. ряд малих островів, що належать Китайській Республіці, не належать до провінції, а належать адміністративно іншим провінціям — Фуцзянь, Гуандун, Хайнань.

З обох точок зору (КНР і Тайвань), острови Сенкаку, контрольовані Японією, належать тайванській провінції.

## Політичний статус
Складність політичної проблеми Тайваню полягає в тому, що КНР вважає себе єдиним правонаступником Китайської Республіки , проголошеної в 1911 році, і таким же єдиним правонаступником вважає себе Тайвань. Позиція «існує тільки один Китай» означає, що політичне визнання Тайваню означає автоматично невизнання КНР і навпаки. З позиції КНР, гіпотетична «провінція Тайвань» необхідна для територіальної цілісності Китаю. З позиції Тайваню, територія, контрольована Тайванем, становить Вільну територію Китайської Республіки, в той час як решта «материкового» Китаю в цю вільну територію не входить.
У політичну систему ні тієї, ні іншої сторони не входить поняття «незалежної держави Тайвань», що постійно стає джерелом серйозних політичних ускладнень, що включають військове протистояння і навіть погрози.
Робляться спроби розв'язати цей вузол, зокрема Тайвань робить спроби входження в ООН як незалежна держава Тайвань (а не як «єдиний Китай»), і в Тайвані є політичні рухи, які прагнуть до досягнення радикальних політичних компромісів. З китайської сторони також надходять пропозиції про статус Тайваню (подібні статусу Гонконгу). Однак згоди поки не досягнуто.
З дев'яностих років XX століття політичне протистояння значно пом'якшало. Китай перестав розглядати Тайвань як постійну загрозу вторгнення (що привело до бурхливого розвитку прибережних територій, в першу чергу провінції Фуцзянь), були знайдені обтічні політичні формулювання (такі як Китайський Тайбей) і були встановлені економічні відносини, що дозволяють візити громадян і економічну діяльність. Розглядаються також проекти тунелю під Тайванською протокою для високошвидкісного залізничного сполучення між Пекіном і Тайбеєм.